# Мотрук Іван Іванович
Іва́н Іва́нович Мотру́к — старший сержант Збройних сил України, учасник російсько-української війни. Герой України (2025).

## Життєпис
Родом з смт Вапнярка  Вінницької області. Проходить службу у 425-му окремому полку «Скала».
Навідник танка. Під час штурму в районі Красногорівки знищив 12 противників. Під час бойового зіткнення було знищено дві БМП, танк Т-72 та вантажівку з особовим складом. У червні 2024 року зазнав поранення внаслідок атаки FPV-дрона, але згодом повернувся на фронт..

## Нагороди
- Звання Герой України з врученням ордена «Золота Зірка» (13 червня 2025) — за особисту мужність і героїзм, виявлені у захисті державного суверенітету та територіальної цілісності України, самовіддане служіння Українському народові[5].